# Ирбе, Артур

Автограф

А́ртур И́рбе (латыш. Artūrs Irbe, в советских документах — Артур А́риевич Ирбе; род. 2 февраля 1967, Рига[…]) — советский и латвийский хоккеист, вратарь, двукратный чемпион мира в составе сборной СССР (1989, 1990), мастер спорта СССР международного класса, финалист Кубка Стэнли. Офицер ордена Трёх звёзд 4 степени (14.10.2008).

## Биография
Начинал играть в Риге как защитник, но при этом нередко вставал на ворота. В 1979 году, когда в детской команде не оказалось вратаря, тренер решил, что Ирбе лучше играть в воротах. Впоследствии его наставником был Андрис Силиньш, который вел его через все юношеские команды.
С 1985 года — в дубле рижского «Динамо». В сезоне 1986/87 дебютировал в основной команде. С сезона 1987/88 — основной вратарь «Динамо».
В 1989 году Виктор Тихонов пригласил его в сборную СССР, в составе которой он стал двукратным чемпионом мира. При этом, как позже заявлял хоккеист, во время исполнения гимна СССР на чемпионатах мира он не смотрел на советский флаг, что было для него формой протеста против советской системы.
В том же году принял участие в серии товарищеских матчей с командами НХЛ в составе ЦСКА. Играл под номером 1, в матче против «Ванкувер Кэнакс» отстоял ворота на ноль — матч закончился со счётом 6:0.
Участие в этих матчах вызвало интерес к Ирбе со стороны скаутов НХЛ, и в драфте 1989 года он был выбран в 10-м раунде под общим 196-м номером командой «Миннесота Норт Старз». Однако дебютировать в НХЛ удалось только в 1991 году, когда его пригласил к себе новичок лиги клуб «Сан-Хосе Шаркс». Из-за бытовых неурядиц не сразу влился в коллектив и был отправлен играть в фарм-клуб «Канзас-Сити Блэйдз» (ИХЛ), где и провёл практически весь сезон и выиграл главный трофей лиги — «Тернер Кап» (Turner Cup). При этом несколько раз вызывался в основную команду, в основном, когда были травмированы основные вратари «Акул».
Сезон 1992/93 также начинал в фарм-клубе, но вскоре был вызван в основную команду и вышел в её составе на игру против «Лос-Анджелес Кингз». «Сан-Хосе» вчистую проиграл встречу со счетом 4:11, но Ирбе не пал духом и уже в следующих играх сумел доказать свой высокий класс. Всего во 2-й сезон провёл в НХЛ 36 матчей.
Выступал также за «Даллас Старз», «Ванкувер Кэнакс», «Каролина Харрикейнз», «Лоуэлл Лок Монстерз», «Джонстаун Чифс», «Ригу 2000», «Зальцбург», «Нитру».
Всего в НХЛ провёл 568 матчей в регулярных сезонах. Одержал 218 побед (33 раза на «0») и 51 игру провёл в плей-офф, одержав 23 победы (1 раз на «0»).
Участник Олимпийских игр 2002 и 2006 в составе сборной Латвии.
В мае 2010 года введен в Зал славы ИИХФ.
Работал тренером вратарей клуба НХЛ «Вашингтон Кэпиталз» в 2009—2011 годах. В сезоне 2014/15 занимал аналогичную должность в «Баффало Сэйбрз».
В ноябре 2014 года из-за травмы Михала Нойвирта в экстренном порядке подписал игровой контракт с «Баффало Сэйбрз». 18 ноября в матче с «Сан-Хосе Шаркс» присутствовал на скамейке команды в качестве запасного вратаря.

### Семья
Женат, дочь Анита (1991 г.р.)

## Достижения
- Двукратный чемпион мира (1989 и 1990)
- Лучший вратарь чемпионата мира 1990
- Чемпион Европы 1989
- Серебряный призёр чемпионата Европы 1990
- Двукратный участник Матча всех звёзд НХЛ (1994 и 1999)
- Финалист Кубка Стэнли 2002 года в составе клуба «Каролина Харрикейнз»
- Знаменосец сборной Латвии на зимних Олимпийских играх 2006 года
- Серебряный призёр чемпионата СССР: 1987/88
- Победитель первенства мира в группе B: 1996
- Обладатель Кубка Тернера: 1992 («Канзас-Сити Блэйдз»)
- Серебряный призёр юниорского чемпионата Европы 1985; был признан лучшим вратарём турнира
- Офицер ордена Трёх звёзд (14 октября 2008)[4][5]
- Почётная грамота Кабинета Министров Латвии (2 июня 2010)[13]

## Факты
- Оба деда погибли во время Второй мировой войны[6].
- В январе 1991 года Ирбе участвовал в манифестациях за независимость Латвии от СССР[6].
- Режиссёр Ансис Эпнерс в 1994 году снял документальный фильм «Ирбе: человек и маска» посвященный Артуру Ирбе[14].